# Joseph-Stanislas Perrault
Pour les articles homonymes, voir Perrault.
Joseph-Stanislas Perrault, né le 13 mai 1846 à L'Assomption et mort le 9 mars 1907 à Arthabaska, est un avocat, procureur de la couronne et homme politique fédéral du Québec.

## Biographie

### Études et pratique du droit
Né à L'Assomption dans le Canada-Est, il étudie au Collège de L'Assomption et à l'Université Laval. Nommé au Barreau du Québec en 1870, il pratique le droit à Québec en ensuite à La Malbaie dans Charlevoix.

### Politique
Défait dans Charlevoix par le libéral Pierre-Alexis Tremblay en 1878, il devient député du Parti conservateur lors de l'élection partielle de 1879 déclenchée après le décès de Tremblay. L'élection est déclarée nulle et il perd l'élection partielle de 1881 face au conservateur Simon-Xavier Cimon.
Son fils, Joseph-Édouard Perrault, a été député provincial d'Arthabaska.